# Jonas Ramström
Jonas Ramström, född 25 september 1765, död 16 december 1829, var en svensk ämbetsman.
Ramström var inspektor på Stjernsunds slott i Närke och ägare av Åvik i Askersunds kommun. Han tjänstgjorde även som hovkamrerare.
Han invaldes som ledamot nummer 177 i Kungliga Musikaliska Akademien den 11 oktober 1797. Jonas Ramström var bror till ledamoten Olof Ramström.